# Fietsenkelder

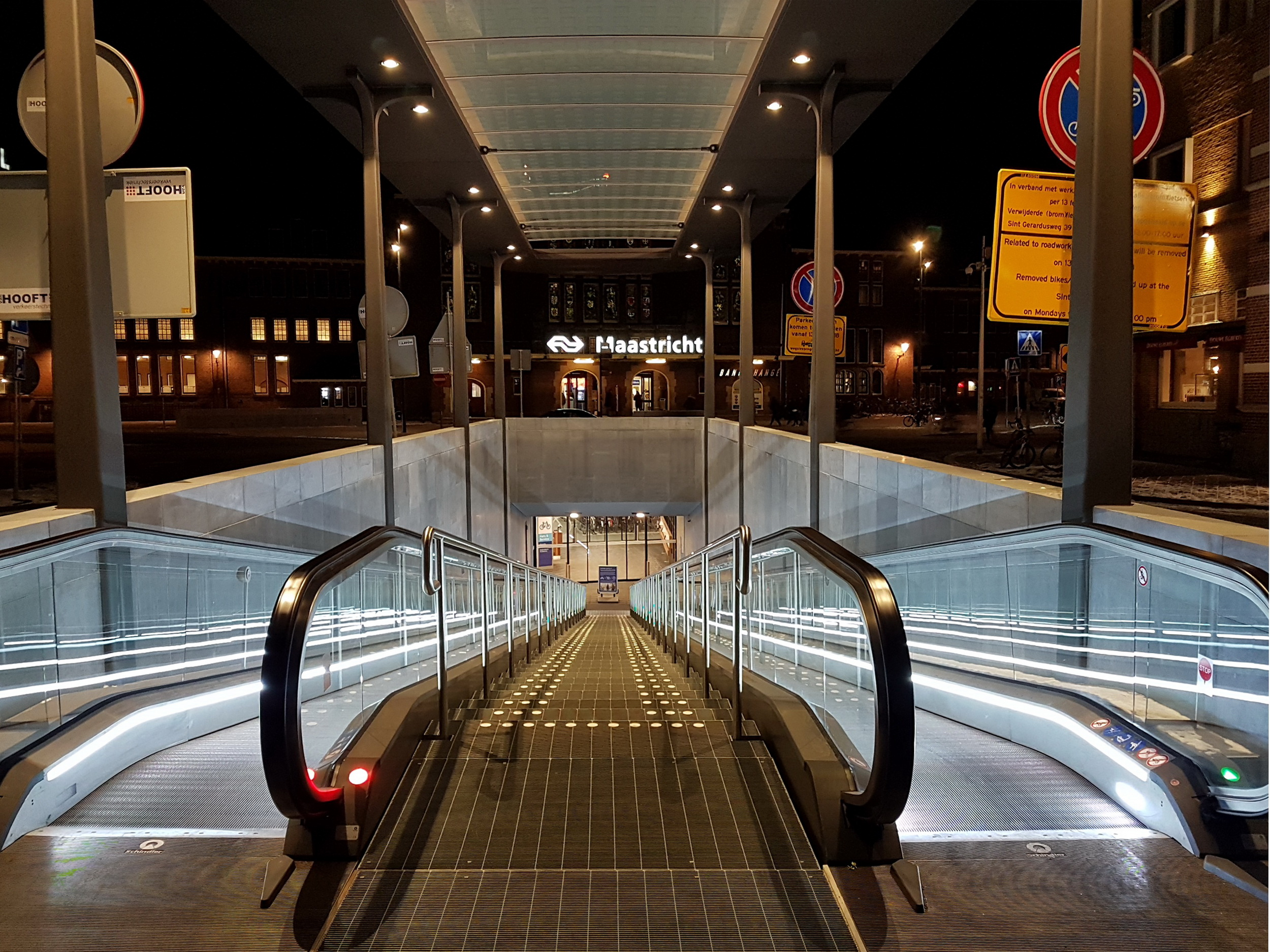
Ingang fietsparkeerkelder bij Station Maastricht (2018).

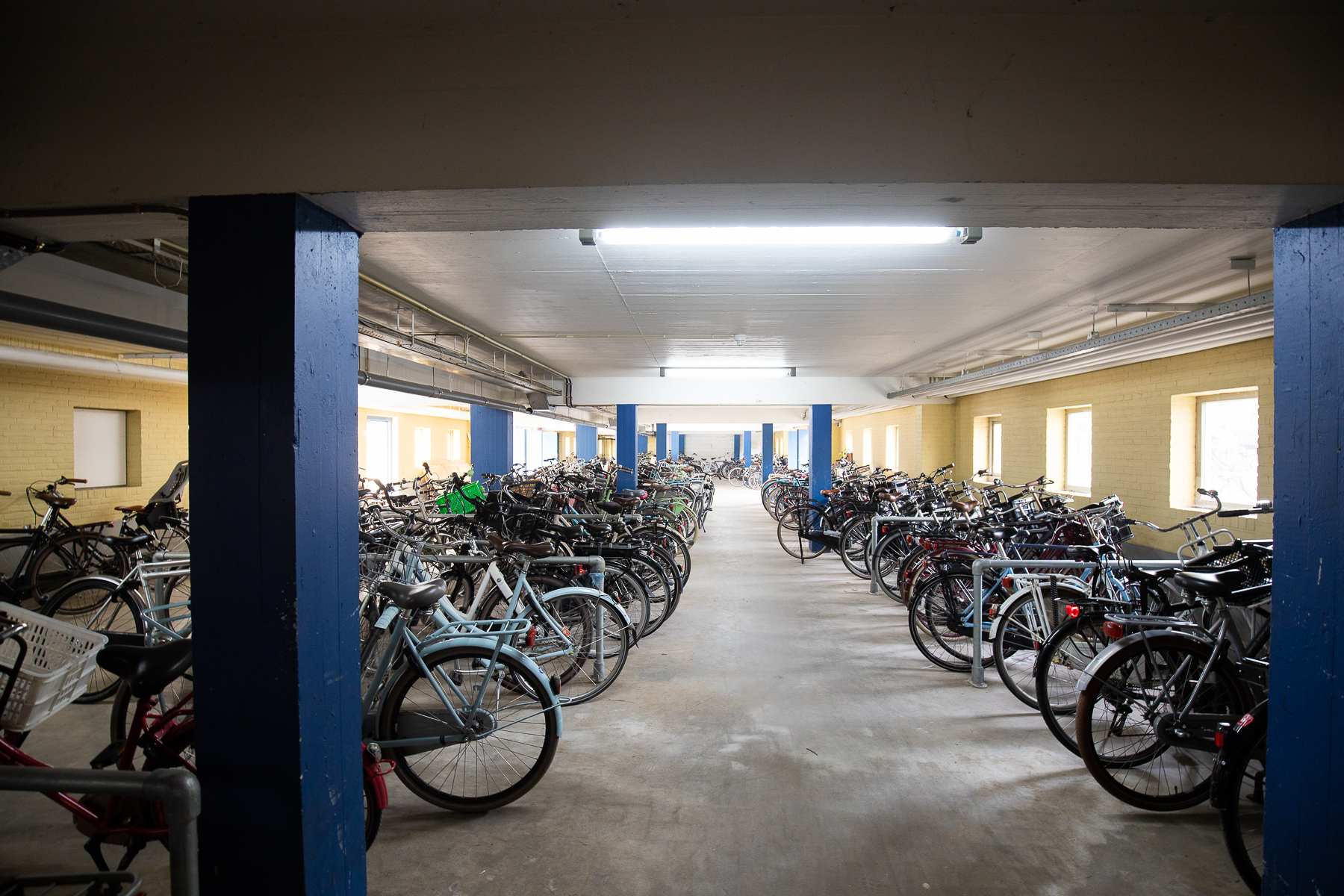
Fietsenkelder bij een school.

Een fietsenkelder, fietssouterrain, fietsparkeerkelder of ondergrondse fietsparkeergarage is een ondergrondse fietsenstalling. Deze kan een privékarakter dragen, bijvoorbeeld de fietsenkelder van een school, kantoor- of flatgebouw, of een openbaar karakter.

## Algemeen
In onder andere Nederland worden steeds vaker openbare fietsenkelders aangelegd, vaak in de nabijheid van een bus-, metro- of spoorwegstation, een tramhalte of in drukke stadscentra. Een belangrijk voordeel ten opzichte van een bovengrondse fietsenstalling is dat fietsenkelders er voor zorgen dat er bovengronds meer ruimte is voor andere infrastructuur, bijvoorbeeld voor voetgangers en het openbaar vervoer. Tevens zorgt de aanleg van een fietsenkelder voor een minder rommelig straatbeeld, zeker in samenhang met een bovengronds fietsparkeerverbod in de directe omgeving. Tevens kunnen fietsenkelders worden uitgerust met geautomatiseerde fietsenstallingssystemen.

## Nederland
Fietsenkelders worden steeds groter; zo was in 2010 de fietsenkelder onder het Stationsplein in Haarlem met 5.000 plekken de grootste van Nederland en Europa. In 2017 was de fietsenstalling onder het Stationsplein van Utrecht de grootste van Nederland. Na de uitbreiding van deze stalling in 2019 is deze met 12.500 plekken de grootste ter wereld. De op een na grootste stalling van Nederland is gesitueerd onder het Koningin Julianaplein in Den Haag bij Den Haag CS en biedt plaats aan 8.000 fietsen.

### Amsterdam
In de beginjaren van de 21e eeuw bouwde met name Amsterdam een flink aantal fietsenstallingen onder de grond. Binnen het project Zuidas werden fietsenstallingen onder het Mahlerplein (3000 plaatsen), Zuidplein (1300 plaatsen) en Strawinskylaan (3750 plaatsen) gerealiseerd. Op 23 februari 2023 werd de tot dan toe grootste fietsenstalling in de stad geopend bij het Centraal Station. De zo geheten Fietsenstalling Stationsplein is gelegen onder het water van het Open Havenfront, tussen het Stationsplein en de Prins Hendrikkade. De stalling biedt plaats aan 7.000 fietsen.
Eind februari 2023 kwam ook een fietsenstalling in gebruik aan de noordzijde van het Centraal Station, onder het water van het IJ langs de De Ruijterkade, de zogenaamde Fietsenstalling IJboulevard. Hier kunnen 4.000 fietsen worden gestald.
In dezelfde decennia zijn er in Amsterdam ook onder het Kleine-Gartmanplantsoen bij het Leidseplein en het Barlaeus Gymnasium (2021) en het Beursplein (2018) grote ondergrondse fietsenstallingen geopend.

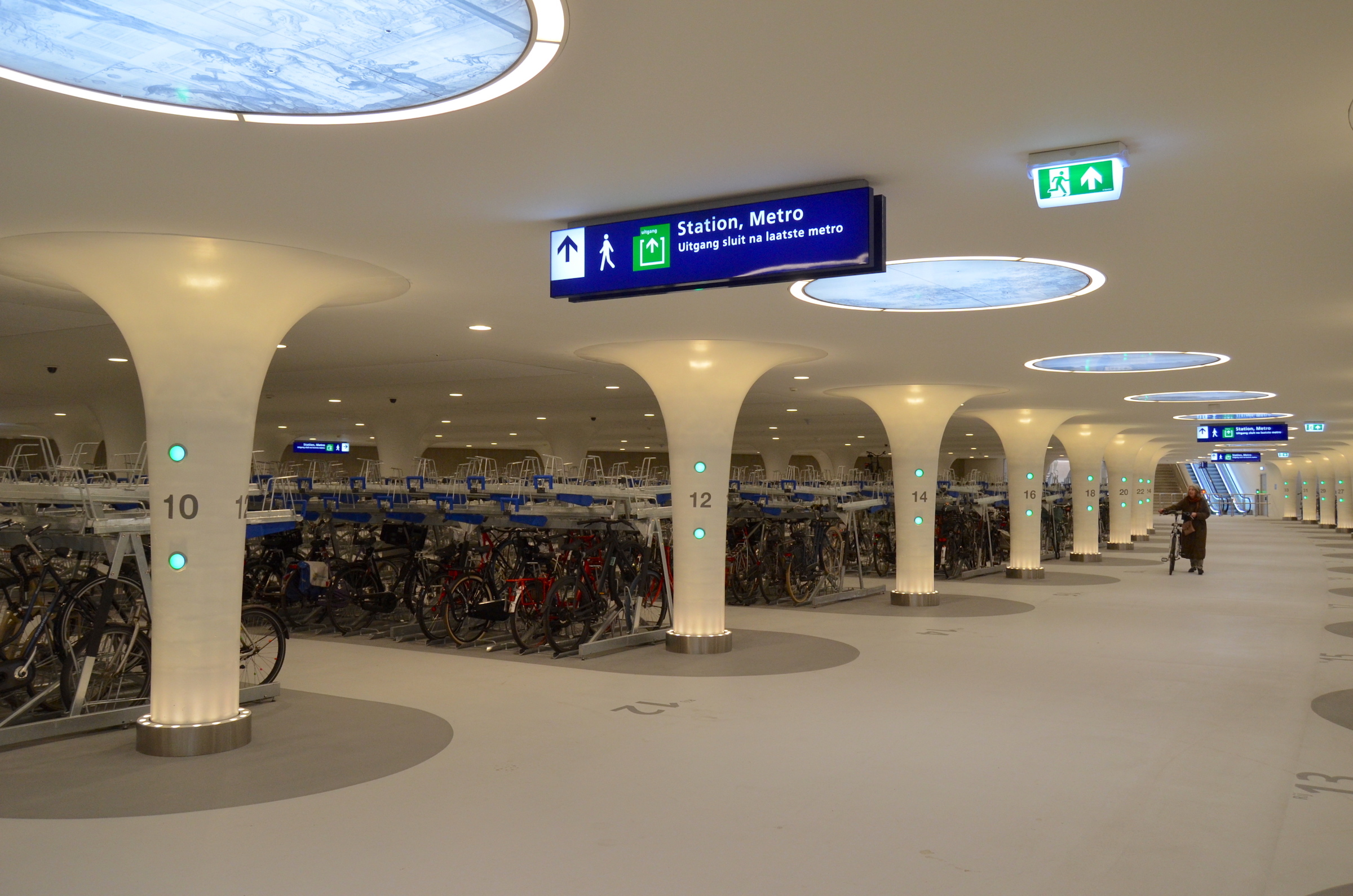
Fietsenstalling voor Station Amsterdam Centraal; interieur.
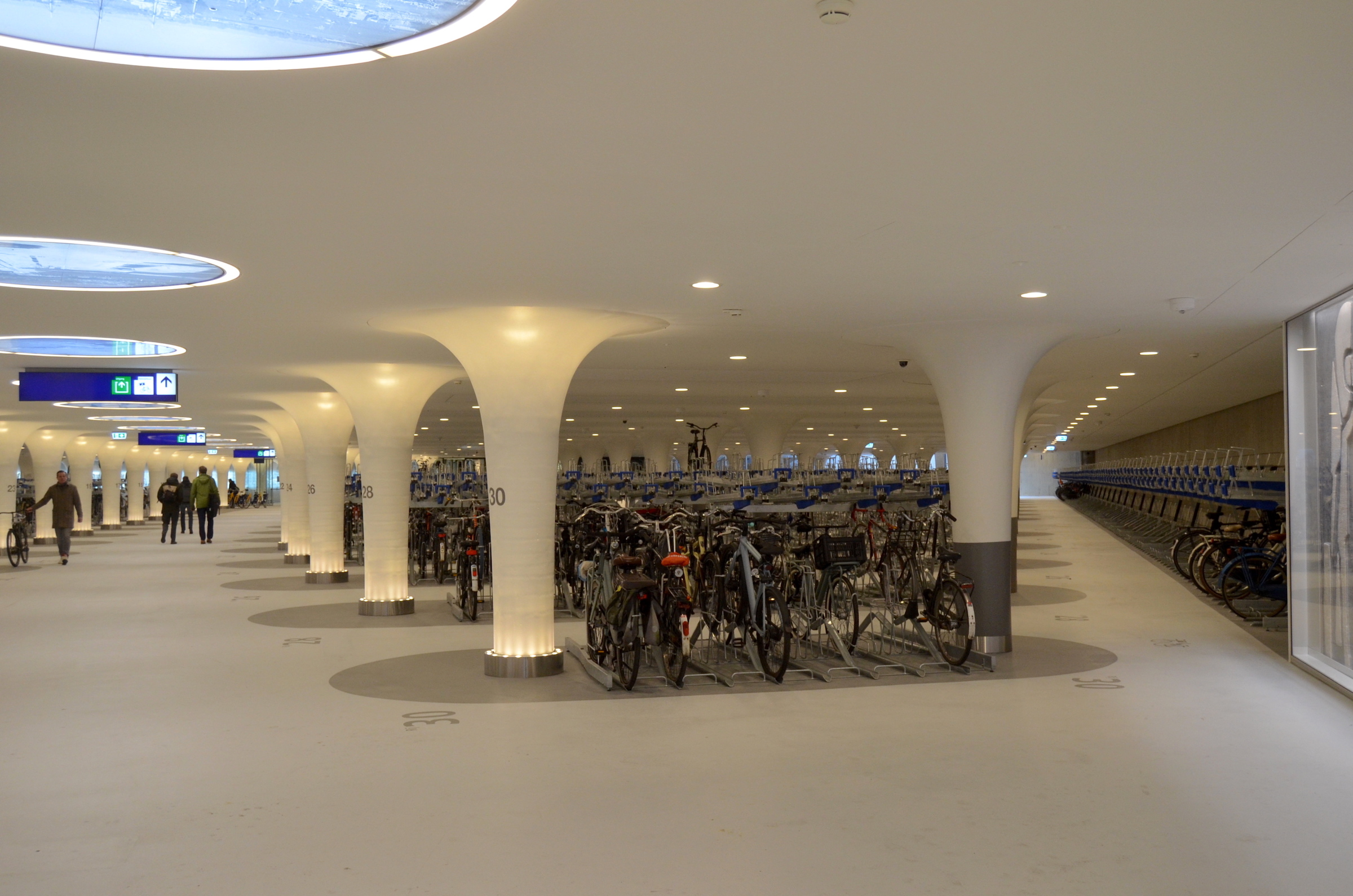
Fietsenstalling voor Station Amsterdam Centraal; interieur.
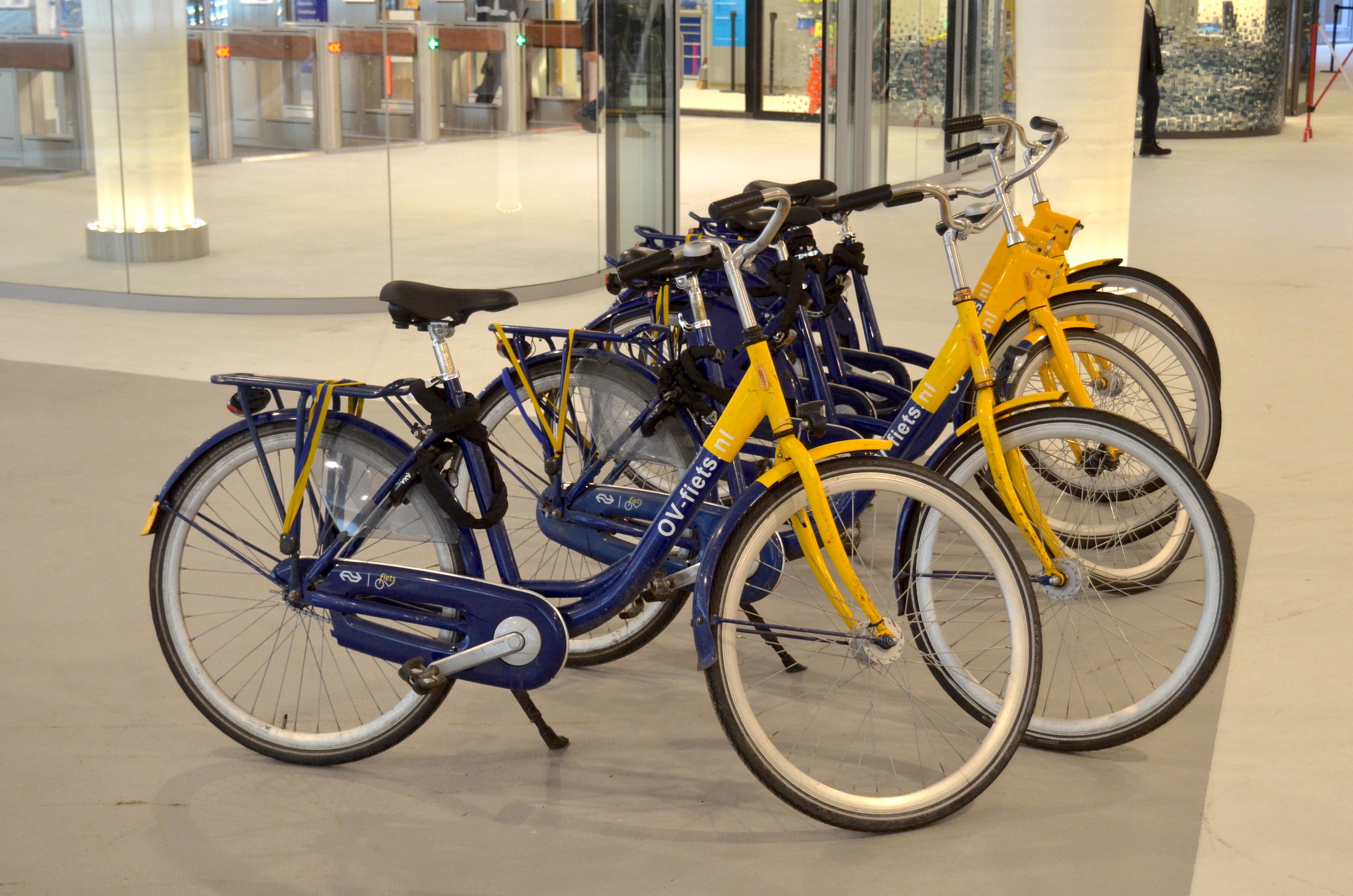
Fietsenstalling bij Station Amsterdam Centraal; interieur met OV-fietsen.